# Полікарп II
Полікарп II (д/н — бл. 1238/1240) — церковний діяч і письменник часів занепаду Великого князівства Київського.

## Життєпис
Відомості про нього обмежені. Деякі дослідники висловлюють сумнів, що він був архімандритом Києво-печерського монастиря. Втім більшість вчених розглядає Полікарпа як настоятеля, більш того ототожнюють з чорноризцем Полікарпом — одним з авторів листовання з єпископом Симоном Суздальським. Обґрунтовують обмеженність свідчень про Полікарпа наслідком монгольської навали на Київ, колибагато літописів та офіційних паперів загинуло.
Відповідно добільш-менш загальної думки бувуродженцем Ростова, потім під впливом Симона Суздальського став спочатку ченцем Києво-Печерського монастиря. Якийсь час Полікарп був ігуменом у монастирі святих Козьми та Даміана, після чого повернувся до Києво-Печерського монастиря, а потім знову зажадав ігуменства, цього разу — у київському монастирі святого Дмитрія. Мріяв він також і про єпископську кафедру. Саме це його бажання, а також скарги на порядки в Печерському монастирі спонукали Симона написати своє послання до Полікарпа. У ньому Симон намагався переконати Полікарпа залишитися в монастирі.
1218 року звертався до Симона, що дослухався порад. Незабаром Полікарп також пише послання печерському архімандритові Акіндину II, у якому повідомляє про свою згоду записати усні розповіді Симона про перших печерських подвижників, про що його колись просив Акіндін. Таким чином, до записів Симона Полікарп приєднав свої власні записи монастирських переказів. Усього ним записано 11 оповідань про перших ченців. В подальшому вони стали другою частиною Києво-Печерського патерика.
Помер за різними відомостями близько 1238 року або загинув у грудні 1240 року під час захоплення Києва монголами (заіншими відомостями в цейчас настоятелем вже був Агапіт I).